# Clusia orthoneura
Clusia orthoneura är en tvåhjärtbladig växtart som beskrevs av Paul Carpenter Standley. Clusia orthoneura ingår i släktet Clusia och familjen Clusiaceae. Inga underarter finns listade i Catalogue of Life.

## Bildgalleri

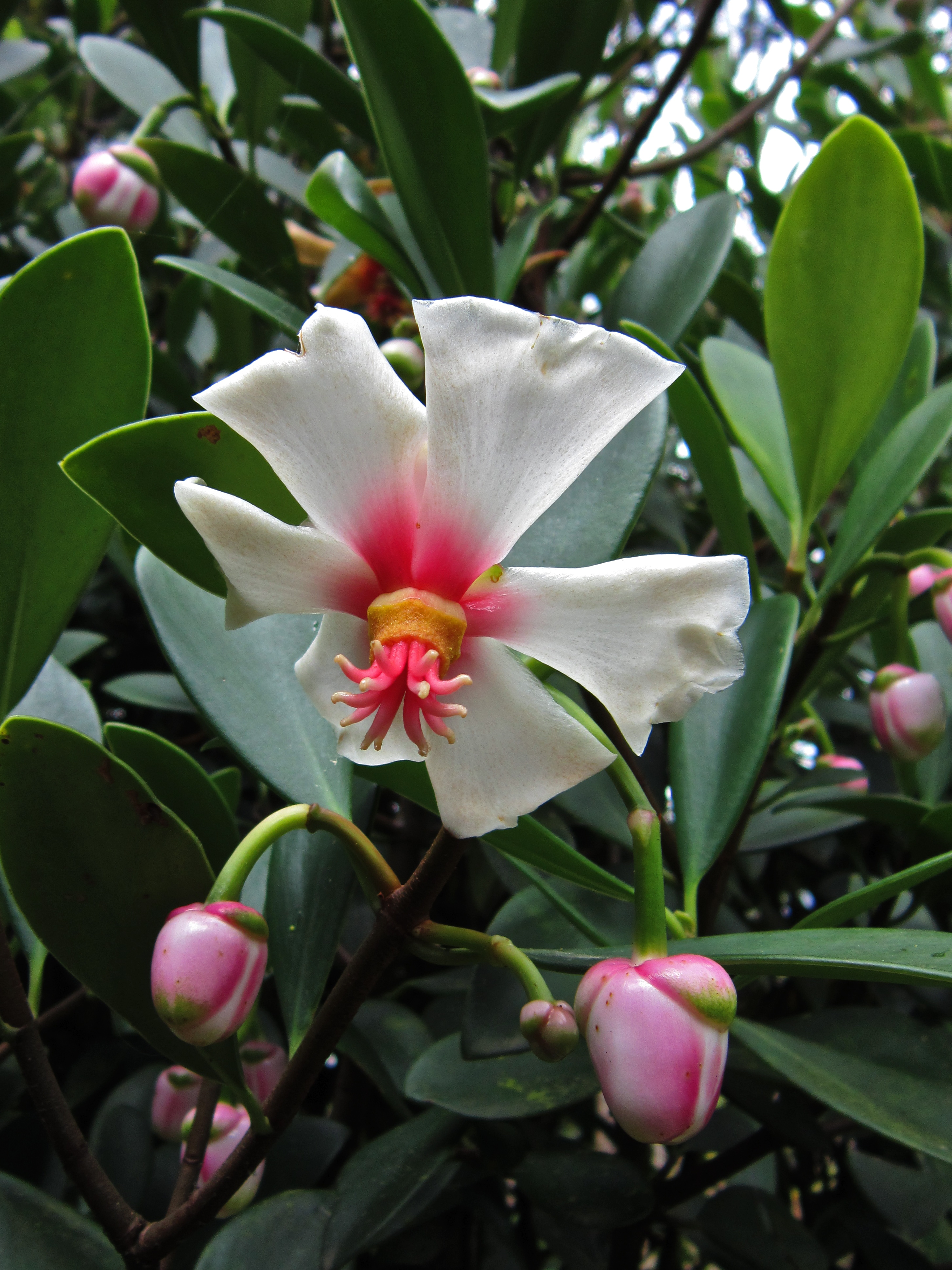